# Marijke Groenewoud
Marijke Groenewoud, née le 28 janvier 1999 à Hallum (Noardeast-Fryslân), est une patineuse de vitesse néerlandaise, pratiquant également le roller de vitesse.

## Carrière
Elle remporte la médaille d'or de mass start aux championnats du monde de 2021. Elle se classe quatrième des championnats d'Europe en janvier 2022 mais remporte la médaille d'argent sur la mass start.
Lors des Jeux olympiques d'hiver de 2022, elle se classe cinquième sur la distance de 1500 m, puis remporte la médaille de bronze dans la poursuite par équipe avec ses coéquipières Schouten et Wüst.

## Palmarès

### Jeux olympiques d'hiver
| Épreuve / Édition | 500 mètres | 1 000 mètres | 1 500 mètres | 3 000 mètres | 5 000 mètres | Mass start | Poursuite par équipes |
| JO 2022 Pékin     | —          | —            | 5e           | —            | —            |            | Bronze                |

Légende :
- : première place, médaille d'or
- : deuxième place, médaille d'argent
- : troisième place, médaille de bronze
- : pas d'épreuve
- — : Non disputée par le patineur
- DSQ : disqualifiée

### Championnats d'Europe toutes épreuves
- Médaille de bronze en 2023.

### Championnats d'Europe simple distance
- Médaille d'argent du mass start en 2022.